# Podział administracyjny Kościoła katolickiego w Senegalu
Podział administracyjny Kościoła katolickiego w Senegalu – w ramach Kościoła katolickiego w Senegalu funkcjonuje obecnie jedna metropolia, w której skład wchodzi jedna archidiecezja i sześć diecezji. 
Jednostki administracyjne Kościoła katolickiego obrządku łacińskiego w Senegalu:

## Metropolia dakarska
- Archidiecezja dakarska
  - Diecezja Kaolack
  - Diecezja Kolda
  - Diecezja Saint-Louis du Sénégal
  - Diecezja Tambacounda
  - Diecezja Thiès
  - Diecezja Ziguinchor